# Чемпионат Европы по трековому велоспорту 2010
1-й  Чемпионат Европы по трековому велоспорту проходил со 5 по 7 ноября 2010 года на BGŻ Arena в польском городе Прушков под эгидой Европейского велосипедного союза.
11 комплектов медалей были разыграны в спринте, командном спринте, кейрине, командной гонке преследования, омниуме для мужчин и женщин и мэдисоне для мужчин. Чемпионат стал частью отбора на Олимпийские игры 2012 года в Лондоне.

## Участники
- Австрия
- Азербайджан
- Беларусь
- Бельгия
- Болгария
- Чехия
- Эстония
- Финляндия
- Франция
- Грузия
- Германия
- Великобритания
- Греция
- Венгрия
- Ирландия
- Италия
- Литва
- Нидерланды
- Польша
- Россия
- Испания
- Швейцария
- Словакия
- Турция
- Украина

## Призёры

### Мужчины
| Дисциплина                    | Золото                                                                   | Золото                             | Серебро                                                                    | Серебро                                 | Бронза                                                                      | Бронза                                     |
| ----------------------------- | ------------------------------------------------------------------------ | ---------------------------------- | -------------------------------------------------------------------------- | --------------------------------------- | --------------------------------------------------------------------------- | ------------------------------------------ |
| Спринт                        | Денис Дмитриев · Россия                                                  | Денис Дмитриев · Россия            | Кевин Сиро · Франция                                                       | Кевин Сиро · Франция                    | Джейсон Кенни · Великобритания                                              | Джейсон Кенни · Великобритания             |
| Командный спринт              | Роберт Фёрстерманн · Максимилиан Леви · Штефан Нимке · Германия          | 44.066                             | Микаэль Д'Альмейда · Франсуа Перве · Кевин Сиро · Франция                  | 44.281                                  | Мэтт Крэмптон · Крис Хой · Джейсон Кенни · Великобритания                   | 43.968                                     |
| Кейрин                        | Джейсон Кенни · Великобритания                                           | Джейсон Кенни · Великобритания     | Мэтт Крэмптон · Великобритания                                             | Мэтт Крэмптон · Великобритания          | Адам Птацник · Чехия                                                        | Адам Птацник · Чехия                       |
| Омниум                        | Роджер Клюге · Германия                                                  | Роджер Клюге · Германия            | Тим Вельдт · Нидерланды                                                    | Тим Вельдт · Нидерланды                 | Рафал Ратайчак · Польша                                                     | Рафал Ратайчак · Польша                    |
| Командная гонка преследования | Стивен Бёрк · Эд Клэнси · Джейсон Куэлли · Энди Теннант · Великобритания | 4:00.482                           | Евгений Ковалёв · Иван Ковалёв · Алексей Марков · Александр Серов · Россия | 4:04.274                                | Леви Хейманс · Арно Ван Дер Звет · Тим Вельдт · Сипке Зейлстра · Нидерланды | 4:06.049                                   |
| Мэдисон                       | Мартин Блага · Иржи Гохман · Чехия                                       | Мартин Блага · Иржи Гохман · Чехия | Кенни Де Кетеле · Тим Мертенс · Бельгия                                    | Кенни Де Кетеле · Тим Мертенс · Бельгия | Михаил Радионов · Сергей Лагкути · Украина                                  | Михаил Радионов · Сергей Лагкути · Украина |

### Женщины
| Дисциплина                    | Золото                                                       | Золото                    | Серебро                                                         | Серебро                     | Бронза                                                 | Бронза                     |
| ----------------------------- | ------------------------------------------------------------ | ------------------------- | --------------------------------------------------------------- | --------------------------- | ------------------------------------------------------ | -------------------------- |
| Спринт                        | Сэнди Клэйр · Франция                                        | Сэнди Клэйр · Франция     | Кристина Фогель · Германия                                      | Кристина Фогель · Германия  | Симона Крупецкайте · Литва                             | Симона Крупецкайте · Литва |
| Командный спринт              | Сэнди Клэйр · Клара Санчес · Франция                         | 33.478                    | Виктория Пендлтон · Джессика Варниш · Великобритания            | 33.586                      | Кристина Фогель · Мириам Вельте · Германия             | 33.708                     |
| Кейрин                        | Ольга Панарина · Беларусь                                    | Ольга Панарина · Беларусь | Симона Крупецкайте · Литва                                      | Симона Крупецкайте · Литва  | Любовь Шулика · Украина                                | Любовь Шулика · Украина    |
| Омниум                        | Лейре Олаберрия · Испания                                    | Лейре Олаберрия · Испания | Татьяна Шаракова · Беларусь                                     | Татьяна Шаракова · Беларусь | Малгожата Войтыра · Польша                             | Малгожата Войтыра · Польша |
| Командная гонка преследования | Кэти Колклу · Венди Хувенагель · Лора Тротт · Великобритания | 3:23.435                  | Вайда Пикаускайте · Вилия Серейкайте · Аушрине Требайте · Литва | 3.29.992                    | Лиза Бренауэр · Ферена Йосс · Мадлен Зандиг · Германия | 3:28.127                   |

## Таблица медалей
| Место | Страна         | Золото | Серебро | Бронза | Всего |
| ----- | -------------- | ------ | ------- | ------ | ----- |
| 1     | Великобритания | 3      | 2       | 2      | 7     |
| 2     | Франция        | 2      | 2       | 0      | 4     |
| 3     | Германия       | 2      | 1       | 2      | 5     |
| 4     | Беларусь       | 1      | 1       | 0      | 2     |
| 4     | Россия         | 1      | 1       | 0      | 2     |
| 6     | Чехия          | 1      | 0       | 1      | 2     |
| 7     | Испания        | 1      | 0       | 0      | 1     |
| 8     | Литва          | 0      | 2       | 1      | 3     |
| 9     | Нидерланды     | 0      | 1       | 1      | 2     |
| 10    | Бельгия        | 0      | 1       | 0      | 1     |
| 11    | Польша         | 0      | 0       | 2      | 2     |
| 11    | Украина        | 0      | 0       | 2      | 2     |
| Всего | Всего          | 11     | 11      | 11     | 33    |